# Manipul (misno ruho)
Manipul ili naručnik je izvezeni komad tkanine od svile ili sličnog materijala koji se nosi povrh albe na lijevoj ruci. Nose ga subđakoni, đakoni i prezbiteri. Uvijek je iste liturgijske boje kako nalaže direktorij.
Drugi nazivi su: naručnik, manipuo ili obručnik.

## Povijest
Manipul se razvio iz neke vrste rupčića, što ga je tražio bonton starog Rima. Služio je za brisanje znoja ili se koristio poslije pranja. Prvi put se spominje u liturgiji za vrijeme pape Silvestra i Zosima. U 6. stoljeću bio je u Rimu običaj da đakoni pokrivaju desnu ruku platnenim rupcem. U 9. stoljeću je manipul već ustaljen dio liturgijskog odijela gdje je bio uveden rimski obred. Službeno se u Rimu zvao „mappula”, a kasniji je naziv „manipulus” došao vjerojatno od toga što se nosio u lijevoj ruci složen kao u neki snopić. Kada službenik skine manipul i odloži ga na misal, slijedi propovijed.
Uputa Tres Abhinc Annos Svete Kongregacije za obrede navodi: „Manipul više nije potreban”, iako službeno nije dokinut.

## Uporaba
Manipul predstavlja rubac koji je sv. Veronika pružila Isusu na križnom putu. Svećenika tako opominje na strpljivost kojom treba da snosi težinu svojega zvanja. Isto tako, podsjeća na  uže, kojim su svezali Isusove ruke za vrijeme muke. Koristi se samo kod sv. mise, blagoslova grančica i ulja.
U obredu subđakonskog ređenja, biskup bi stavio svakom kandidatu manipul govoreći: „Primi naručnik, kojim se znamenuju plodovi dobrih dijela. U ime Oca i Sina i Duha Svetoga.”
Na manipulu u sredini je ušiven ili izvezen križić, koji treba poljubiti kod odijevanja. U obredu oblačenja službenik uzme manipul, poljubi križić te ga stavi na lijevu ruku govoreći: „Neka zaslužim, Gospodine, nositi rubac plača i boli da radosno pjevajući primim nagradu za svoj trud” (lat. Merear, Domine, portare manipulum fletus et doloris; ut cum exsultatione recipiam mercedem laboris). Biskup oblači manipul tek nakon molitvi u podnožju oltara. 

## Poveznice
- epimanikija